# Marcia-Anne Dobres
Marcia-Anne Dobres (1953 - 14 de mayo de 2021) es una arqueóloga estadounidense cuya investigación se centra principalmente en la confluencia de género, agencia y tecnología. Fue profesora en la Universidad del Sur de Maine.

## Educación
Recibió su B.A. summa cum laude en la Universidad de Nueva York en 1986 y su M.A. de la Universidad de Binghamton en 1988, ambos en Antropología. En 1995, Dobres obtuvo su Ph.D. en Antropología de la Universidad de California, Berkeley. Su director fue la Dra. Margaret W. Conkey.

## Búsqueda

### Tecnología y agencia social
Su trabajo examina la asociación entre tecnología y agencia social. En lugar de centrarse principalmente en la materialidad de la tecnología, Dobres expone el valor de analizar las culturas a través de la lente de la producción tecnológica. Sugiere que la tecnología está indisolublemente ligada a las prácticas culturales, ya que la producción de tecnología está determinada por procesos sociales y es una vía a través de la cual se expresa la cultura.
Ella explora estos conceptos en su obra Technology and Social Agency: Outlining a Practice Framework for Archaeology. Esta publicación se centra en cómo se puede utilizar el estudio de la tecnología y la agencia social para comprender mejor cómo los constructos sociales controlan y han controlado la producción de materiales a lo largo de los siglos. Una buena parte de otros trabajos contienen investigaciones sobre temas similares como el género, la tecnología y el arte prehistóricos, y los impactos sociales en ellos.